# Justen Glad
Justen Thomas Glad (Pasadena, 28 februari 1997) is een Amerikaans voetballer die doorgaans speelt als centrale verdediger. In mei 2015 maakte hij zijn professionele debuut voor Real Salt Lake.

## Clubcarrière
Glad doorliep de jeugdopleiding van Real Salt Lake en brak ook door bij die club. Op 31 mei 2015 maakte de verdediger zijn debuut in het eerste elftal. Op die dag werd met 2–1 verloren van Vancouver Whitecaps. Glad mocht in de basis starten en hij speelde het gehele duel mee. Zijn eerste doelpunt volgde op 3 april 2016, tijdens een overwinning op Sporting Kansas City (1–2). Tijdens dit duel tekende hij na negenentwintig minuten voor de openingstreffer. Luke Mulholland verdubbelde de voorsprong, waarna Benny Feilhaber uit een strafschop de tegentreffer voor zijn rekening nam. In september 2023 zette Glad zijn handtekening onder een nieuw contract bij Real Salt Lake, tot en met het kalenderjaar 2026, met een optie op een jaar extra.

## Clubstatistieken
| Seizoen | Club           | Competitie          | Competitie | Competitie | Beker | Beker | Internationaal | Internationaal | Totaal | Totaal |
| Seizoen | Club           | Competitie          | Wed.       | Dlp.       | Wed.  | Dlp.  | Wed.           | Dlp.           | Wed.   | Dlp.   |
| ------- | -------------- | ------------------- | ---------- | ---------- | ----- | ----- | -------------- | -------------- | ------ | ------ |
| 2015    | Real Salt Lake | Major League Soccer | 7          | 0          | 1     | 0     | 1              | 0              | 9      | 0      |
| 2016    | Real Salt Lake | Major League Soccer | 29         | 2          | 1     | 0     | —              | —              | 30     | 2      |
| 2017    | Real Salt Lake | Major League Soccer | 18         | 0          | 0     | 0     | —              | —              | 18     | 0      |
| 2018    | Real Salt Lake | Major League Soccer | 35         | 0          | 0     | 0     | —              | —              | 35     | 0      |
| 2019    | Real Salt Lake | Major League Soccer | 24         | 0          | 0     | 0     | 1              | 0              | 25     | 0      |
| 2020    | Real Salt Lake | Major League Soccer | 18         | 1          | 0     | 0     | —              | —              | 18     | 1      |
| 2021    | Real Salt Lake | Major League Soccer | 34         | 2          | 0     | 0     | —              | —              | 34     | 2      |
| 2022    | Real Salt Lake | Major League Soccer | 27         | 3          | 1     | 0     | —              | —              | 28     | 3      |
| 2023    | Real Salt Lake | Major League Soccer | 34         | 5          | 5     | 0     | 3              | 0              | 39     | 5      |
| 2024    | Real Salt Lake | Major League Soccer | 28         | 0          | 1     | 0     | 2              | 0              | 31     | 0      |
| 2025    | Real Salt Lake | Major League Soccer | 8          | 0          | 0     | 0     | 1              | 0              | 9      | 0      |
| Totaal  | Totaal         | Totaal              | 262        | 13         | 9     | 0     | 8              | 0              | 279    | 13     |

Bijgewerkt op 17 april 2025.